# Europuerto de Rosslare

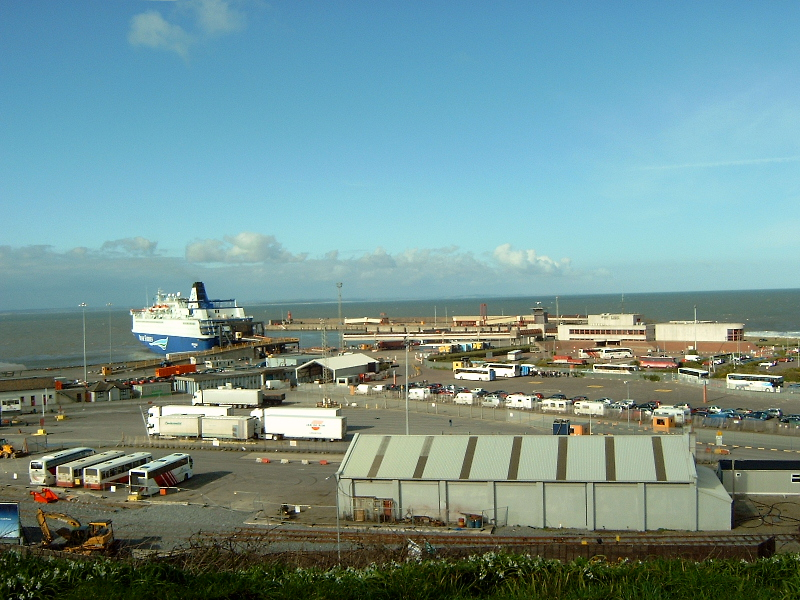
Europuerto de Rosslare.

El Europuerto de Rosslare (en irlandés: Calafort Ros Láir) es un moderno puerto marítimo localizado en el Puerto de Rosslare, condado de Wexford, Irlanda, en el punto sureste del país. Este puerto lleva pasajeros y transbordadores de carga a Gales y Francia.
El puerto, primero llamado Rosslare Harbour, es operado por Iarnród Éireann, el operador nacional ferroviario de Irlanda, el cual provee servicios directos a Limerick y Dublín desde la estación ferroviaria del Europuerto de Rosslare.

## Detalles
El puerto tiene actualmente cuatro amarraderos. El ferry de pasajeros va hasta Fishguard y Pembroke Dock en Gales así como a Cherbourg y Roscoff en Francia. Desde 2014 conecta con el norte de España, con el Puerto de Gijón. El servicio de transporte de mercancías llega hasta Le Havre en Francia. Un bote salvavidas para todo clima de la RNLI se encuentra estacionado en el puerto y un helicóptero del Aeropuerto Waterford perteneciente a la Guardia Costanera Irlandesa, provee cobertura de rescate aéreo-marítimo. También una estación meteorológica automática es mantenida adyacente al puerto por Mét Éireann.
El puerto recibe barcos que importan nuevos autos al país. Los almacenes de los importadores pueden ser vistos en el pueblo del puerto de Rosslare.
El área del puerto está construida en su mayoría en tierras ganadas al mar. El trabajo de ganar tierras al mar continuó hasta finales de los años ´90, cuando la parte noroeste del puerto fue construida usando el sistema de excavación dragline.
Las facilidades en el edificio de la terminal incluyen un bar restaursnte, alquiler de autos, una tienda y los mostradores de la compañía de ferris. Una plataforma ferroviaria ocupa parte del edificio y servicios de autobús a Wexford, Dublín, Cork y Limerick salen desde el lugar.
El puerto está expuesto durante todo el año al clima del Atlántico este. Esto a menudo causa el retraso en el servicio de ferris. La prohibición de las ventas libres de impuestos, por la Unión Europea, le ha causado un daño inmenso al europuerto de Rosslare. En los pasados años mucha gente iba al puerto para comprar bebida y cigarrillos libres de impuestos. Estas prohibiciones han causado un descenso en el número de visitantes. Las excursiones al parque temático de Oakwood todavía atrae a muchos durante el verano.
El transporte de mercancías es extremadamente importante para el europuerto. Cada año una vasta cantidad de bienes pasan a través de Rosslare llegando desde el Reino Unido y del continente europeo, estos son reemplazados por los ferris de ida con las exportaciones para otros países.